# Лайтури
Лайтури (груз. ლაითური) — посёлок городского типа (даба) в Озургетском муниципалитете края Гурия, Грузия. Посёлок расположен в 5 км от железнодорожной станции Мериа (на линии Натанеби — Озургети).

## История
В 1953 году получил статус посёлка городского типа. В советское время в Лайтури были созданы чайная фабрика и совхоз-техникум.
Совхоз
В советское время в посёлке действовал Лайтурский совхоз имени Кирова Махарадзевского района. В этом совхозе трудились Герои Социалистического Труда директора Шота Спиридонович Гогешвили и Вахтанг Алексеевич Чейшвили, главный агроном Александр Абесаломович Абесадзе, рабочие Екатерина Сергеевна Захарова, Татьяна Прокофьевна Зубченко, Татьяна Васильевна Калашникова и Александра Тимофеевна Чижова.

## Население
| 1959 | 1970 | 1979 | 1989 | 2002 | 2014 |
| ---- | ---- | ---- | ---- | ---- | ---- |
| 5018 | 3396 | 5327 | 3854 | 3556 | 2697 |